# Tyrannus vociferans
El tirano gritón (Tyrannus vociferans), también denominado tirano chibiú o tirano de Cassin (en México), pitirre de Cassin o chilero de Cassin (en Honduras), es una especie de ave paseriforme de la familia Tyrannidae perteneciente al género Tyrannus. Es un ave migratoria parcial de corta distancia que anida en el centro y oeste de Estados Unidos y en México, llegando hasta el extremo norte de América Central en los inviernos boreales. 

## Distribución y hábitat
Anida en el centro oeste, suroeste y oeste de Estados Unidos y en el norte y centro sur de México (donde es residente permanente), las aves de Estados Unidos y norte de México migran hacia el sur y este, llegando hasta el extremo suroeste de Guatemala en los inviernos boreales. Registro ocasional en Honduras.
Es una especie bastante común y conspicua en una variedad de hábitats donde pueda construir sus nidos en árboles altos cerca de áreas abiertas, incluyendo bosques riparios; bosques caducifolios diversos, pastizales, áreas cultivadas o de pastorero y matorrales desérticos. Desde el nivel del mar hasta los 3000m de altitud en México.

## Descripción
La parte dorsal es de color gris y el pecho de color gris oscuro, su vientre es amarillo, su garganta es de color gris pálido y su cola es de color oscuro de forma cuadrada, excepto sus puntas, que son más claros y angostos. Suele vivir en pequeños grupos de veinte individuos.

## Sistemática

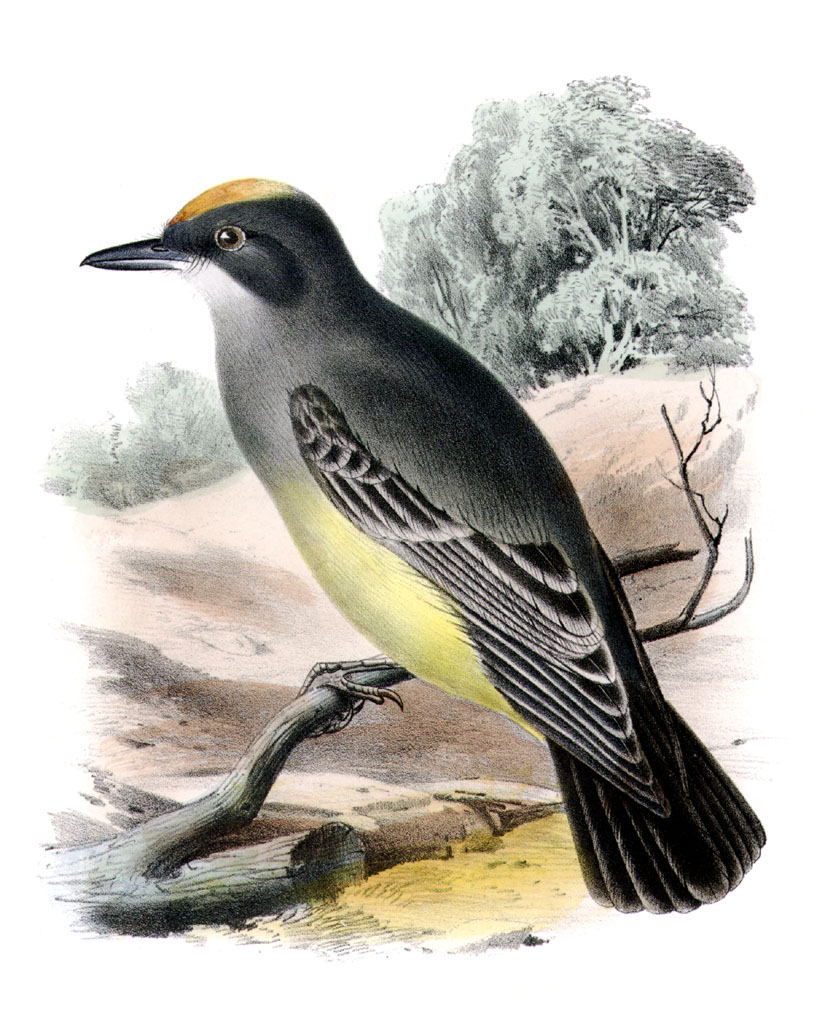
Tyrannus vociferans, ilustración en Report on the United States and Mexican boundary survey, 1857–1859.

### Descripción original
La especie T. vociferans fue descrita por primera vez por el naturalista británico William Swainson en 1826 bajo el mismo nombre científico; su localidad tipo es: «Temascaltepec, México, México».

### Etimología
El nombre genérico masculino «Tyrannus» proviene del nombre específico Lanius tyrannus, cuyo epíteto en latín significa ‘tirano’, ‘déspota’, ‘dictador’; y el nombre de la especie «vociferans», en latín significa ‘gritando’.

### Taxonomía
Las diferencias entre las dos subespecies son mínimas y algunos autores no las reconocen. Son necesarios más estudios para resolver la situación.

### Subespecies
Según las clasificaciones del Congreso Ornitológico Internacional (IOC) y Clements Checklist/eBird se reconocen dos subespecies, con su correspondiente distribución geográfica:
- Tyrannus vociferans vociferans Swainson, 1826 – oeste y centro de Estados Unidos (sureste de Montana, este de Wyoming, suroeste de Dakota del Sur, suroeste de Nebraska, centro y sur de California, extremo sureste de Nevada, sur de Utah, sureoste y centro sur de Colorado, norte y este de Arizona, Nuevo México, oeste de Texas), México (Baja California, y hacia el sur desde el oeste de Sonora y Chihuahua hasta Oaxaca); en los inviernos al sur hasta Baja California Sur, Chiapas y extremo oeste de Guatemala.
- Tyrannus vociferans xenopterus Griscom, 1934 – suroeste de México (tierras altas de Guerrero).